# 순천역 (전라남도)
순천역(Suncheon station, 順天驛)은 전라남도 순천시 덕암동에 있는 전라선, 경전선의 철도역이다. 순천시 중심부에 위치한 역으로 경전선, 전라선이 분기하는 역이다. 전라선 용산 착발 KTX, ITX-새마을, ITX-마음, 무궁화호, 남도해양열차 등이 정차하고 부전, 광주송정발 무궁화호는 이 역에서 시·종착하나 목포 착발 부전행 무궁화호도 왕복 1회로 운행되며, 보성발 부산행 남도해양열차 기관차의 방향전환이 이뤄지며, 인근에 한국철도공사 전남본부, 국가철도공단 호남본부가 있다. 역 구내 급수탑은 한국철도공사 선정 준철도기념물로 지정되었다. 무궁화호가 심야에 4편성이 주박한다. 2023년 9월 1일 부터 전라선 SRT 운행이 시작되어 순천역에도 SRT가 정차하게 되었다.

## 연혁
- 1930년 10월 25일 : 순천역 개설
- 1930년 12월 20일 : 경전선(순천 ~ 송정리) 개통
- 1936년 12월 26일 : 전라선(이리 ~ 순천) 개통
- 1950년 7월 25일 : 6.25 동란으로 역사 전소
- 1952년 10월 14일 : 화물상옥 신설
- 1960년 3월 3일 : 역사 신축 착공
- 1960년 10월 30일 : 역사 신축 준공
- 1968년 2월 8일 : 진주 ~ 순천 간 철도 개통
- 1968년 9월 5일 : 제1·2 승강장상옥개설
- 1971년 9월 10일 : 민수용 무연탄 도착 취급역 지정
- 1989년 10월 4일 : 민수용 무연탄 도착 취급역 지정 취소
- 1998년 12월 1일 : 비둘기호 열차 폐지
- 2004년 4월 1일 : 통일호 운행중단
- 2006년 5월 1일 : 소화물 취급 중지
- 2006년 7월 1일 : 지역관리역제 폐지로 보통역으로 조정
- 2009년 10월 31일 : 화물취급 중지
- 2009년 12월 22일 : 신 역사 준공과 함께 이전
- 2011년 10월 5일 : 전라선 복선전철 개통과 함께 KTX 운행 개시
- 2013년 9월 27일 : 남도해양관광열차 정차 개시
- 2014년 6월 1일 : ITX-새마을 운행 개시
- 2016년 12월 9일 : 누리로 운행 개시
- 2018년 6월 30일 : 누리로 운행 종료
- 2018년 7월 1일 : 충북선 누리로 재운행으로 전라선 1501,1512열차는 무궁화호로 변경 운행 개시
- 2023년 9월 1일 : ITX-마음 운행 개시
- 2023년 9월 1일 : SRT 정차 개시

## 역 구조
3면 6선 승강장으로 운용된다. 2·3번 승강장이 경전선 타는 곳이며, 4~7번홈 승강장이 전라선 KTX, 전라선 SRT, ITX-새마을, ITX-마음, 무궁화호 타는 곳이다.

### 승강장
| ↑ 벌교(경전선)/↑구례구(전라선) |
| ２３ \| ４５ \| ６７ \|        |
| 광양(경전선)↓/여천(전라선) ↓   |

| 2   | 경전선 상·하행 | 무궁화호                                     | 벌교 · 보성 · 광주송정 · 나주 · 목포 방면                           |
| 3   | 경전선 상·하행 | 무궁화호                                     | 광양 · 하동 · 진주 · 마산 · 창원중앙 · 부전 방면                    |
| 4~5 | 전라선 상행    | KTX · SRT · ITX-새마을 · ITX-마음 · 무궁화호 | 행신 · 용산 · 수원 · 천안 · 서대전 · 익산 · 전주 · 수서 · 서울 방면 |
| 6~7 | 전라선 하행    | KTX · SRT · ITX-새마을 · ITX-마음 · 무궁화호 | 여천 · 여수엑스포 방면                                              |

## 사진

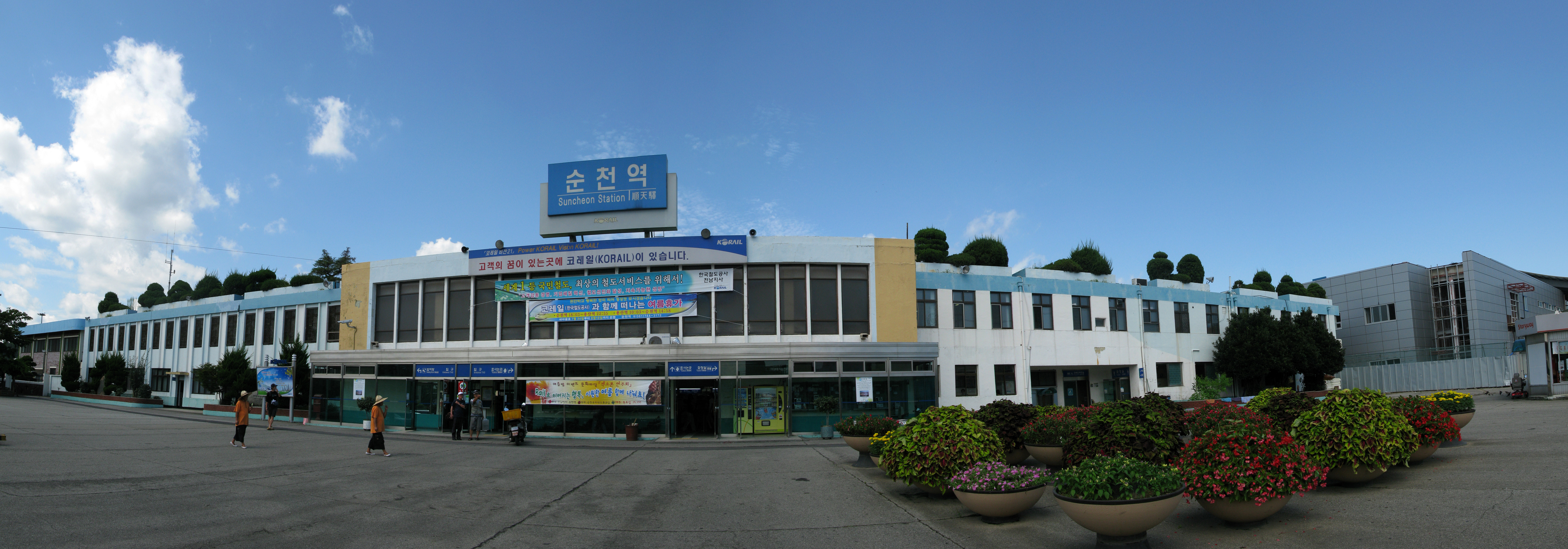
구 역사
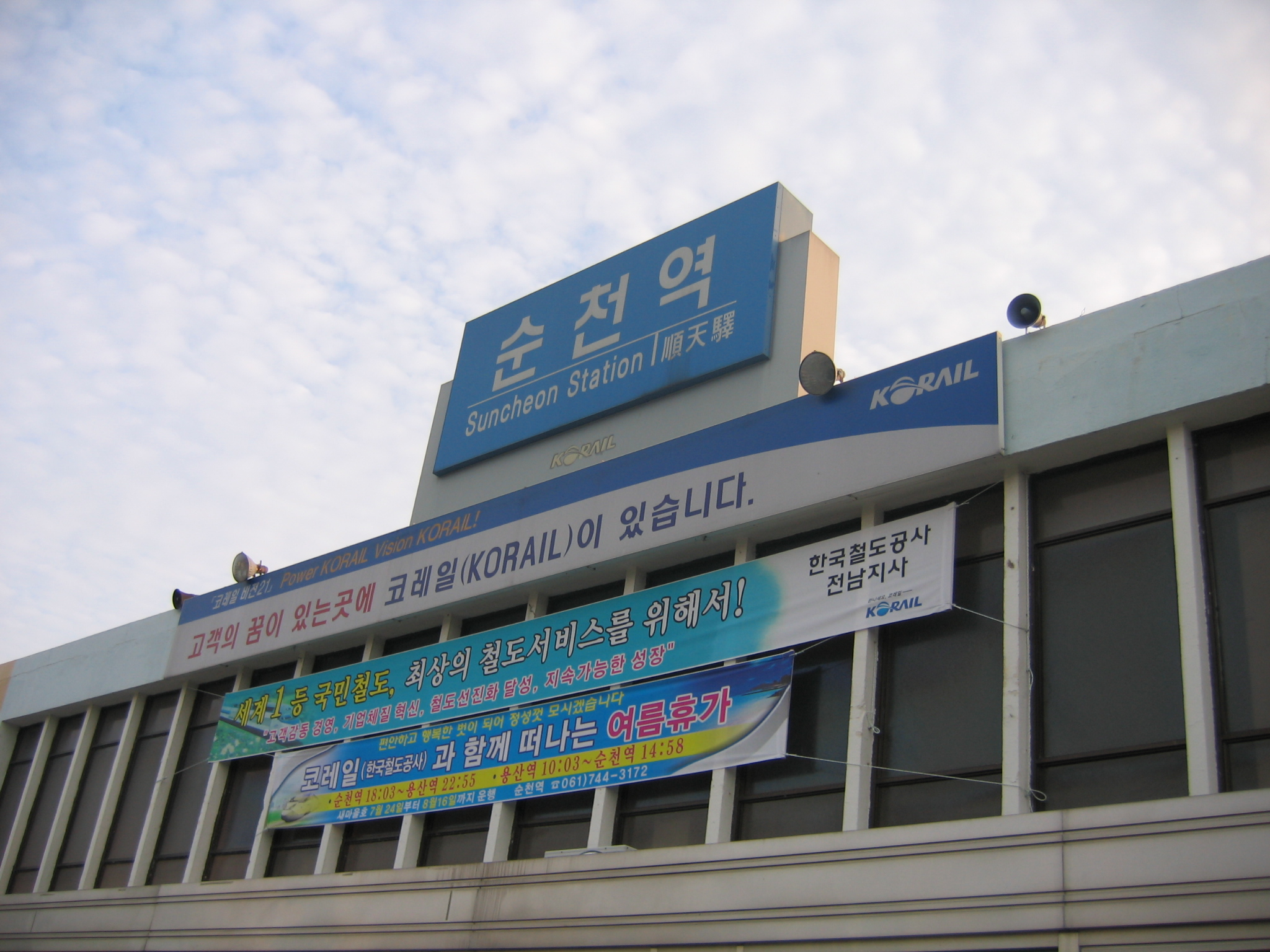
구 역사 역간판
역사 업무동
역사 내부
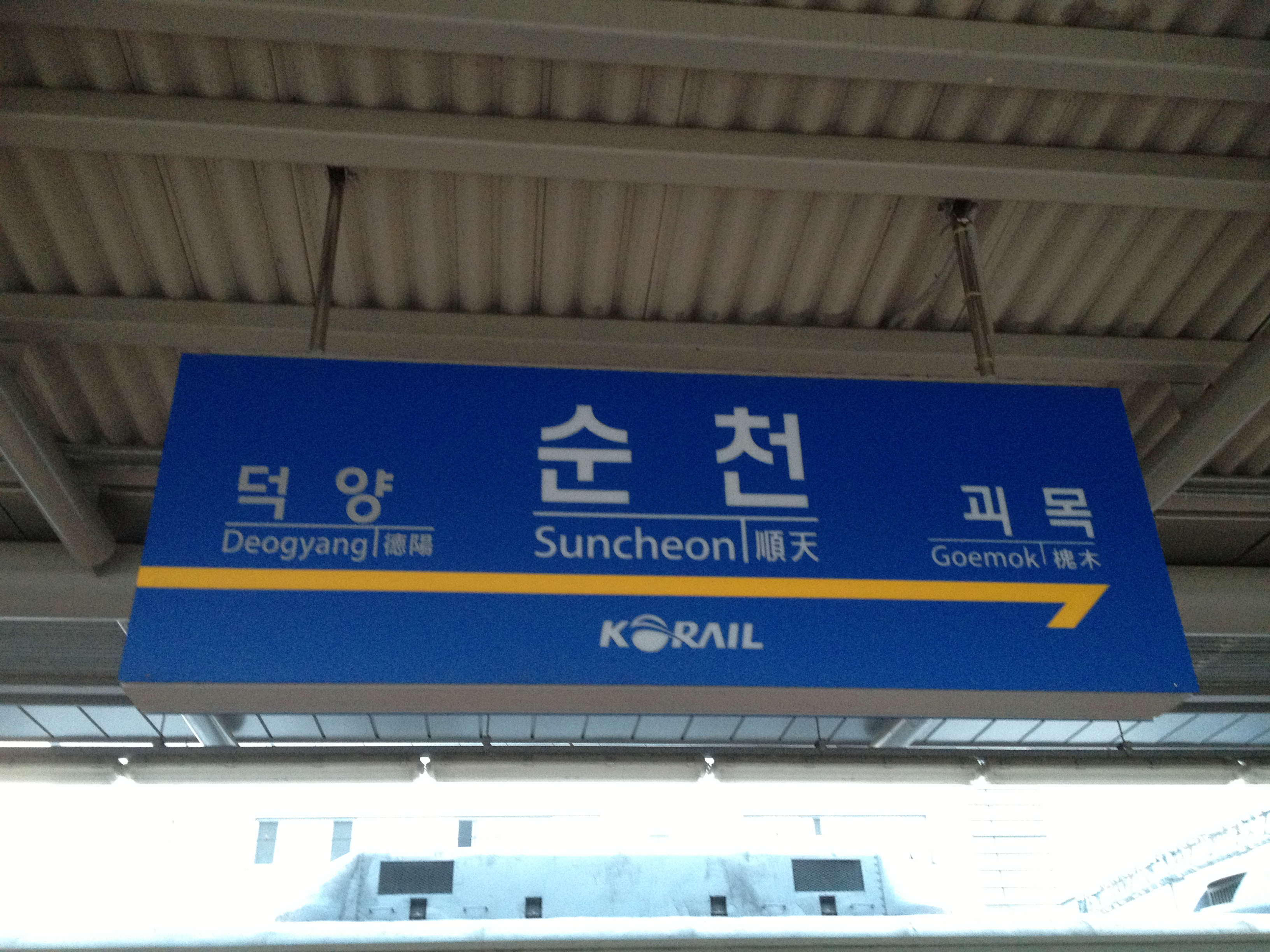
전라선 역명판
경전선 승강장
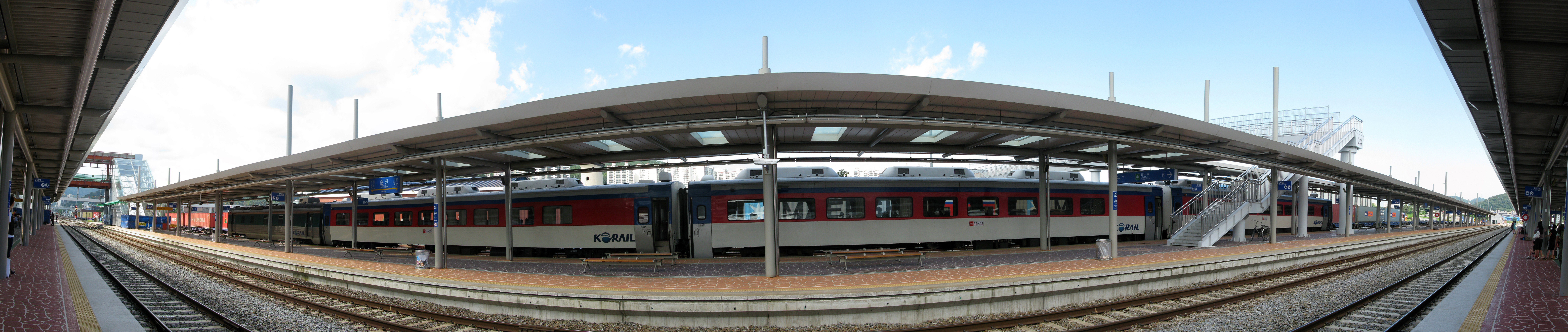
승강장

## 인접한 역
| 전라선           | 전라선                 | 전라선               |
| ---------------- | ---------------------- | -------------------- |
| 구례구 행신 방면 | KTX 전라선             | 여천 여수엑스포 방면 |
| 구례구 용산 방면 | KTX 전라선 서대전 경유 | 여천 여수엑스포 방면 |
| 구례구 수서 방면 | SRT 전라선             | 여천 여수엑스포 방면 |
| 구례구 용산 방면 | ITX-새마을 전라선      | 여천 여수엑스포 방면 |
| 구례구 용산 방면 | ITX-마음 전라선        | 여천 여수엑스포 방면 |
| 구례구 용산 방면 | 무궁화 전라선          | 여천 여수엑스포 방면 |
| 구례구 서울 방면 | 남도해양열차           | 여천 여수엑스포 방면 |
| 경전선           |                        |                      |
| 광양 부전 방면   | 무궁화 경전선          | 벌교 목포 방면       |
| 하동 부산 방면   | 남도해양열차           | 벌교 광주송정 방면   |